# Miłość krok po kroku
Miłość krok po kroku (jap. ふたりエッチ Futari etchi) – manga autorstwa Katsu Akiego, publikowana na łamach magazynu „Young Animal” od grudnia 1996. Następnie zebrana w całość i wydana nakładem wydawnictwa Hakusensha. Według stanu na 29 maja 2023, do tej pory ukazało się 89 tomów. Seria opowiada o młodej parze, która dopiero co się pobrała oraz o ich eksploracji seksualności. Łączy elementy fabularne, erotyczne z informacjami i statystykami. W Polsce w latach 2009–2012 ukazało się 10 tomów w tłumaczeniu Jana Świderskiego. Wydawcą było Waneko.